# Thomas Bruderer
Thomas Bruderer (* 26. Februar 1982) ist ein Schweizer Softwareingenieur und war in der Zeit vom 1. April 2012 bis am 16. Februar 2013 Präsident der Piratenpartei Schweiz (PPS).

## Ausbildung und Beruf
Bruderer wuchs im Kanton Thurgau auf und machte seine Matura an der Kantonsschule Romanshorn. Er studierte Informatik an der Eidgenössischen Technischen Hochschule Zürich (ETH Zürich) und engagierte sich während seines Studiums in der Studierendenschaft und in der Hochschulpolitik. 2008 erhielt er seinen Master-Abschluss in Theoretischer Informatik mit Nebenfach Astrophysik. Bruderer machte nun eine sechsmonatige Reise durch Osteuropa und Asien. 2009 arbeitete er als Softwareingenieur für Digitec. Ab 2010 war er als Softwareingenieur für Qnective tätig. 2012 wechselte er zum Cloud-Storage-Dienst Wuala. Seit 2015 arbeitet er bei der Messerli Informatik AG als Softwareentwickler.

## Politische Karriere
Erste Kontakte zur Politik erfolgten während des Studiums, als Bruderer sich in der Studierendenschaft und in der Hochschulpolitik engagierte. 2009 war er Gründungsmitglied der Piratenpartei Schweiz. Ab 2010 gehörte er dem Vorstand der Partei an. Anfang April 2012 löste er Denis Simonet als Parteipräsident ab.
Bruderer kandidierte 2011 für seine Partei bei der Kantonsratswahl in Zürich und war Spitzenkandidat im Stadtkreis 11+12. Ebenfalls 2011 kandidierte er bei den Schweizer Parlamentswahlen für einen Sitz im Nationalrat. Bruderer trat hierbei im Kanton Zürich auf der Kantonsliste seiner Partei auf Platz 2 an.
Am 28. September 2013 gab Thomas Bruderer an der Parteiversammlung seinen Austritt aus der Piratenpartei bekannt.

## Positionen
Unter anderem vertritt er die folgenden Positionen:
- Ein Internetforum der Piratenpartei Schweiz veröffentlichte einen Diskussionsbeitrag von Thomas Bruderer. Bruderer sieht in Gott einen «ekligen, grössenwahnsinnigen, sadomasochistischen, launisch-boshaften Tyrann» und bezieht sich damit auf Richard Dawkins. Weiter stellt er fest: „Wer die Bibel verteidige, sei moralisch am Boden – «egal ob er sie wörtlich oder nur im übertragenen Sinne interpretiert». In Anlehnung an Sigmund Freud bezeichnet Bruderer die Religion als Massenpsychose, die eigentlich behandelt werden müsste: «Ja, ich sehe Religion als eine Geisteskrankheit an.»“[2]